# Martigné-Briand
Martigné-Briand è un ex comune francese di 1 945 abitanti situato nel dipartimento del Maine e Loira nella regione dei Paesi della Loira. Dal 1º gennaio 2017 è accorpato al nuovo comune di Terranjou.

## Società

### Evoluzione demografica
Abitanti censiti

## Amministrazione

### Gemellaggi
- Castellina in Chianti, dal 1998[2]